# Trash Bag Bunch
Trash Bag Bunch var en leksaksserie från Lewis Galoob Toys, som lanserades 1991 och spelade på dåtida miljöförstöringdebatt. Leksakerna är baserade på kampen mellan de goda Disposers (människor och robotar), som förespråkar en ren natur, och de onda Trashors (monster) som förorenar. Leksakerna såldes i soppåseliknande paktetering, som skulle lösas upp i varmt vatten så att figurerna flöt fram. Figurerna namngavs inte, men genom ett nummersystem undveks dubbletter.